# Вадаксте
Ва́даксте (лит. Vadakstis, латыш. Vadakste) — река в южной Латвии и северной Литве, правый приток Венты. Длина составляет 82,2 км, из которых на протяжении более 55 км река составляет границу между этими государствами. Площадь водосборного бассейна — 1230 км². Берёт начало недалеко от города Ауце, Латвия. Течёт сперва в юго-западном, а затем — в западном направлении. Начинает протекать по границе между Латвией и Литвой от деревни Вегеряй. Впадает в Венту в 184,2 км от её устья, в деревне Греже, в 2 км к северо-западу от Ляцкава.
Основные притоки: Ашва, Эзерупе, Аглуона и Авикне. Средний уклон реки составляет 73 см/км.